# Eurosistema

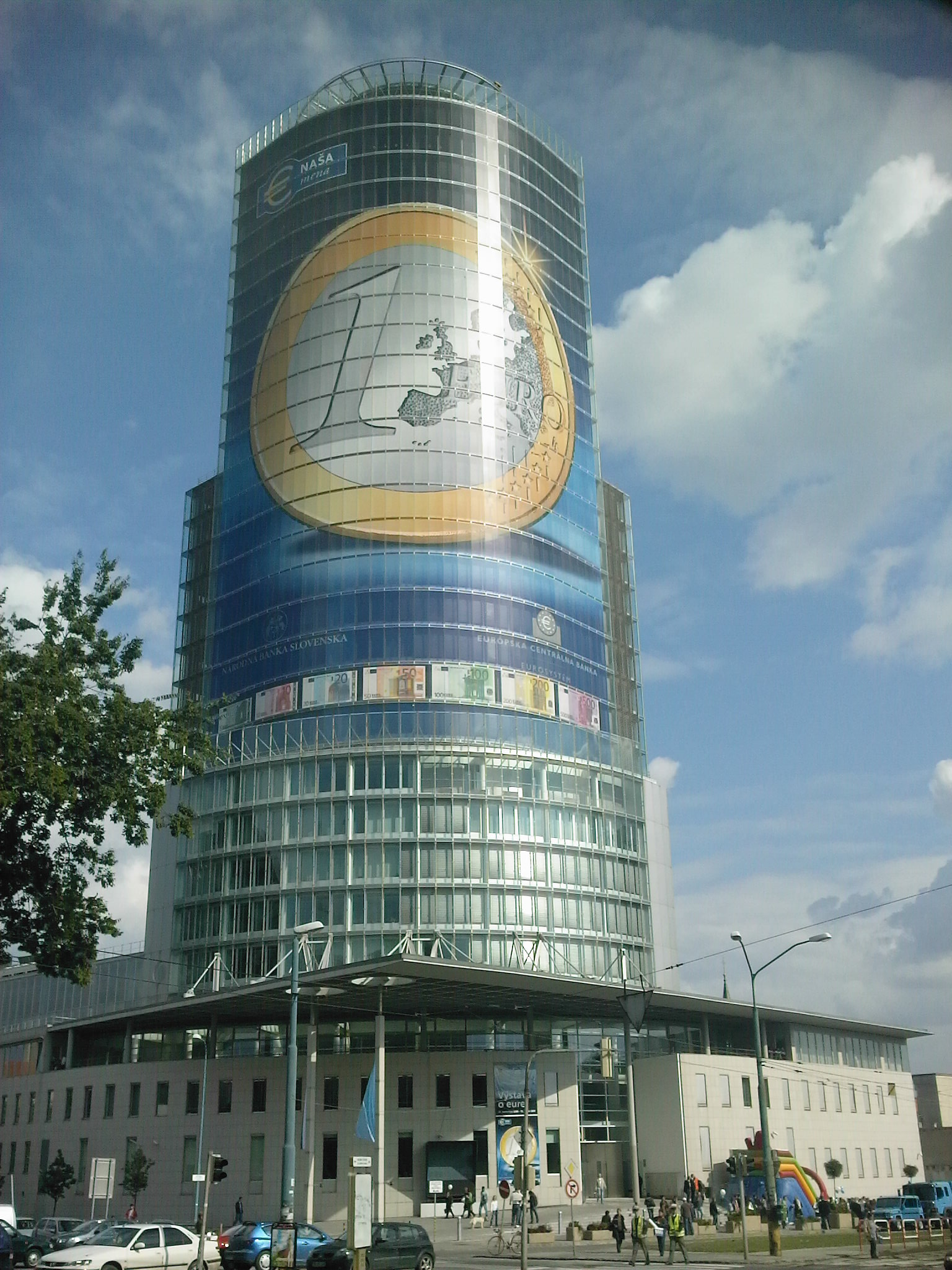
Esterni della Banca nazionale slovacca al momento del passaggio all'euro

L'Eurosistema è un organo dell'Unione Europea che raggruppa la Banca centrale europea (BCE) e le Banche centrali nazionali (BCN) degli Stati membri dell'Unione Europea che hanno adottato l'euro. Si tratta dunque, in un certo senso, dell’istituzione che gestisce l'eurozona.
L'Eurosistema fa parte del Sistema
Europeo di Banche Centrali (SEBC), che riunisce la BCE e le banche centrali nazionali dei paesi dell'Unione Europea, compresi anche quelli che non hanno adottato l'euro.

## Membri
| Membro         | Banca centrale rappresentante                                                      | Sito ufficiale           |
| -------------- | ---------------------------------------------------------------------------------- | ------------------------ |
| Unione Europea | Banca centrale europea (BCE)                                                       | www.ecb.europa.eu        |
| Austria        | Oesterreichische Nationalbank                                                      | www.oenb.at              |
| Belgio         | Banque Nationale de Belgique / Nationale Bank van België                           | www.nbb.be               |
| Cipro          | Κεντρική Τράπεζα της Κύπρου                                                        | www.centralbank.cy       |
| Croazia        | Hrvatska narodna banka                                                             | www.hnb.hr               |
| Estonia        | Eesti Pank                                                                         | www.eestipank.ee         |
| Finlandia      | Suomen Pankki                                                                      | www.suomenpankki.fi      |
| Francia        | Banque de France                                                                   | www.banque-france.fr     |
| Germania       | Deutsche Bundesbank                                                                | www.bundesbank.de        |
| Grecia         | Τράπεζα της Ελλάδος                                                                | www.bankofgreece.gr      |
| Irlanda        | Central Bank & Financial Services Authority of Ireland / Banc Ceannais na hÉireann | www.centralbank.ie       |
| Italia         | Banca d'Italia                                                                     | www.bancaditalia.it      |
| Lettonia       | Latvijas Banka                                                                     | www.bank.lv              |
| Lituania       | Lietuvos Bankas                                                                    | www.lb.lt                |
| Lussemburgo    | Banque centrale du Luxembourg                                                      | www.bcl.lu               |
| Malta          | Central Bank of Malta / Bank Ċentrali ta’ Malta                                    | www.centralbankmalta.org |
| Paesi Bassi    | De Nederlandsche Bank                                                              | www.dnb.nl               |
| Portogallo     | Banco de Portugal                                                                  | www.bportugal.pt         |
| Slovacchia     | Národná banka Slovenska                                                            | www.nbs.sk               |
| Slovenia       | Banka Slovenije                                                                    | www.bsi.si               |
| Spagna         | Banco de España                                                                    | www.bde.es               |